# Мидори (река)
Мидори (яп. 緑川 мидорикава, вариант написания: Мидори-Гава) — река в Японии на острове Кюсю. Протекает по территории префектуры Кумамото.
Исток реки находится под горой Миката (1.578 м), на территории посёлка Ямато. После того, как в неё впадает река Мифунэ, она течёт по равнине Кумамото, сложенной пирокластическими террасами и аллювиальными отложениями (глина, ил, песок и гравий). В нижнем течении в Мидори впадают реки Касегава и Хамадогава, после чего она впадает в залив Ариаке Восточно-Китайского моря. Является второй по величине рекой, впадающей в залив (после Тикуго). Для эстуария характерны высокие приливы (весной — до 4 метров).
Длина реки составляет 76 км, на территории её бассейна (1100 км²) проживает около 540 000 человек. Расход воды составляет 20 м³/с (Дзёнан). Согласно японской классификации, Мидори является рекой первого класса.